# Tanja Pawollek
Tanja Pawollek (ur. 18 stycznia 1999 w Obertshausen) – polsko-niemiecka piłkarka, występująca na pozycji pomocniczki w Eintrachcie Frankfurt oraz reprezentacji Polski.

## Statystyki

### Klubowe
Na podstawie:
(stan na 30 września 2023)
| Klub                   | Sezonów | Liga          | Liga  | Liga   | Puchar krajowy | Puchar krajowy | Kontynentalne | Kontynentalne | Suma  | Suma   |
| Klub                   | Sezonów | Liga          | Mecze | Bramki | Mecze          | Bramki         | Mecze         | Bramki        | Mecze | Bramki |
| ---------------------- | ------- | ------------- | ----- | ------ | -------------- | -------------- | ------------- | ------------- | ----- | ------ |
| FFC Frankfurt II       | 1       | 2. Bundesliga | 1     | 0      | 0              | 0              | –             | –             | 1     | 0      |
| FFC Frankfurt          | 4       | Bundesliga    | 87    | 10     | 9              | 1              | –             | –             | 96    | 11     |
| Eintracht Frankfurt    | 3       | Bundesliga    | 47    | 8      | 7              | 1              | 4             | 0             | 62    | 9      |
| Eintracht Frankfurt II | 1       | 2. Bundesliga | 3     | 0      | 0              | 0              | –             | –             | 3     | 0      |
|                        | Łącznie | Łącznie       | 138   | 18     | 16             | 2              | 4             | 0             | 158   | 20     |

### Reprezentacyjne
Na podstawie:
| Występy i gole w reprezentacji | Występy i gole w reprezentacji | Występy i gole w reprezentacji | Występy i gole w reprezentacji | Występy i gole w reprezentacji | Występy i gole w reprezentacji | Występy i gole w reprezentacji | Występy i gole w reprezentacji | Występy i gole w reprezentacji |
| Lp.                            | Data                           | Miasto                         | Przeciwnik                     | Wynik                          | Czas                           | Gole                           | Inne                           | Rozgrywki                      |
| ------------------------------ | ------------------------------ | ------------------------------ | ------------------------------ | ------------------------------ | ------------------------------ | ------------------------------ | ------------------------------ | ------------------------------ |
| 1.                             | 29.06.2022                     | Grodzisk Wlkp.                 | Islandia                       | 1:3 (1:0)                      | 1'–60'                         |                                |                                | mecz towarzyski                |
| 2.                             | 01.09.2022                     | Elbasan                        | Albania                        | 2:1 (2:1)                      | 1'–90'                         |                                |                                | Eliminacje MŚ 2023             |
| 3.                             | 06.09.2022                     | Lublin                         | Kosowo                         | 7:0 (5:0)                      | 1'–90'                         |                                |                                | Eliminacje MŚ 2023             |
| 4.                             | 06.10.2022                     | Sewilla                        | Maroko                         | 4:0 (1:0)                      | 1'–72'                         |                                |                                | mecz towarzyski                |
| 5.                             | 09.10.2022                     | Sanlúcar de Barrameda          | Argentyna                      | 2:2 (0:2)                      | 1'–90'                         |                                |                                | mecz towarzyski                |
| 6.                             | 11.11.2022                     | Ostrowiec Świętokrzyski        | Rumunia                        | 6:0 (3:0)                      | 1'–90'                         |                                |                                | mecz towarzyski                |
| 7.                             | 17.02.2023                     | Algeciras                      | Szwajcaria                     | 0:0                            | 1'–90'                         |                                |                                | mecz towarzyski                |
| 8.                             | 21.02.2023                     | Marbella                       | Szwajcaria                     | 1:1 (0:0)                      | 1'–90'                         |                                |                                | mecz towarzyski                |
| 9.                             | 06.04.2023                     | Łódź                           | Kostaryka                      | 2:1 (0:0)                      | 1'–90'                         |                                | asysta                         | mecz towarzyski                |
| 10.                            | 22.09.2023                     | Ateny                          | Grecja                         | 3:1 (2:1)                      | 1'–90'                         | 1                              |                                | Liga Narodów UEFA              |

## Sukcesy
Na podstawie:

### Reprezentacyjne
Z Niemcami U-17:
- Mistrz Europy 2016